# Kvarntjärnen (Vika socken, Dalarna)
Kvarntjärnen är en sjö i Falu kommun i Dalarna och ingår i Dalälvens huvudavrinningsområde.